# مجلس رعاية الغابات
مجلس رعاية الغابات (بالإنجليزية:Forest Stewardship Council) هي منظمة دولية غير ربحية متعددة المصالح تأسست عام 1993 بهدف تشجيع الإدارات المسؤولة للغابات حول العالم برعاية الغابات والمحافظة عليها.
تعتمد هذه المنظمة نهجًا قائمًا على السوق في السياسات البيئية العابرة للحدود الوطنية. مجلس رعاية الغابات هو نظام عالمي لإصدار شهادات للغابات، أُنشئ للغابات ومنتجاتها. ووفقًا للمجلس، فإن استخدام شعار المجلس يدل على أن المنتج يأتي من مصادر مسؤولة بيئيًا واجتماعيًا واقتصاديًا.

## التاريخ
برزت مشكلة إزالة الغابات الاستوائية كمشكلة عالمية في ثمانينيات القرن العشرين، ويُعزى ذلك جزئيًا إلى مناصرة دعاة حماية البيئة ودول الشمال الأوروبي لضرورة حماية الغابات الاستوائية.

## روابط خارجية
- الموقع الرسمي